# Forêt classée de Samba Dia
La forêt classée de Samba Dia est une forêt protégée du Sénégal, située à l'entrée du Sine-Saloum, au sud-est de Joal-Fadiouth.

## Histoire
Située sur la communauté rurale de Fimela dans le département de Fatick, la forêt est protégée depuis le 1er janvier 1936.
La forêt est reconnue par l'Unesco au titre de réserve de biosphère depuis 1979.

## Caractéristiques
La forêt se trouve à une altitude comprise entre 5 et 10 mètres.
C'est avant tout une rôneraie (Borassus aethiopum), associée à une vingtaine d’autres espèces, dont Acacia seyal, Combretum glutinosum et Anogeisus leiocarpus.
Le rônier étant un arbre à usages multiples, la forêt était très sollicitée par les populations rurales, disposant de peu d'autres ressources. C'est pourquoi elle a été érigée en réserve de biosphère.